# Кадрии, Башким
Башким Кадрии (дат. Bashkim Kadrii; род. 9 июля 1991 года, Копенгаген, Дания) — датский футболист, играющий на позиции нападающего, выступал за национальную сборную Дании.

## Клубная карьера
Башким Кадрии — воспитанник клуба «Б-93», за него он и дебютировал в профессиональном футболе.
Зимой 2010 года Кадрии перешёл в «Оденсе», подписав четырёхлетний контракт.
Свой первый хет-трик за новую команду Башким оформил 5 декабря 2011 года, в матче против «Сённерйюск».
В межсезонье 2014 года состоялся трансфер Башкима в «Копенгаген».
8 февраля 2017 года Кадри отправился в аренду в клуб MLS «Миннесота Юнайтед» на правах аренды.
27 января 2020 года Кадри перешёл в саудовский клуб «Аль-Фатех».
9 февраля 2021 года вернулся обратно в «Оденсе» в статусе свободного агента, подписав контракт до лета 2024 года.